# دوج چارجر دایتونا

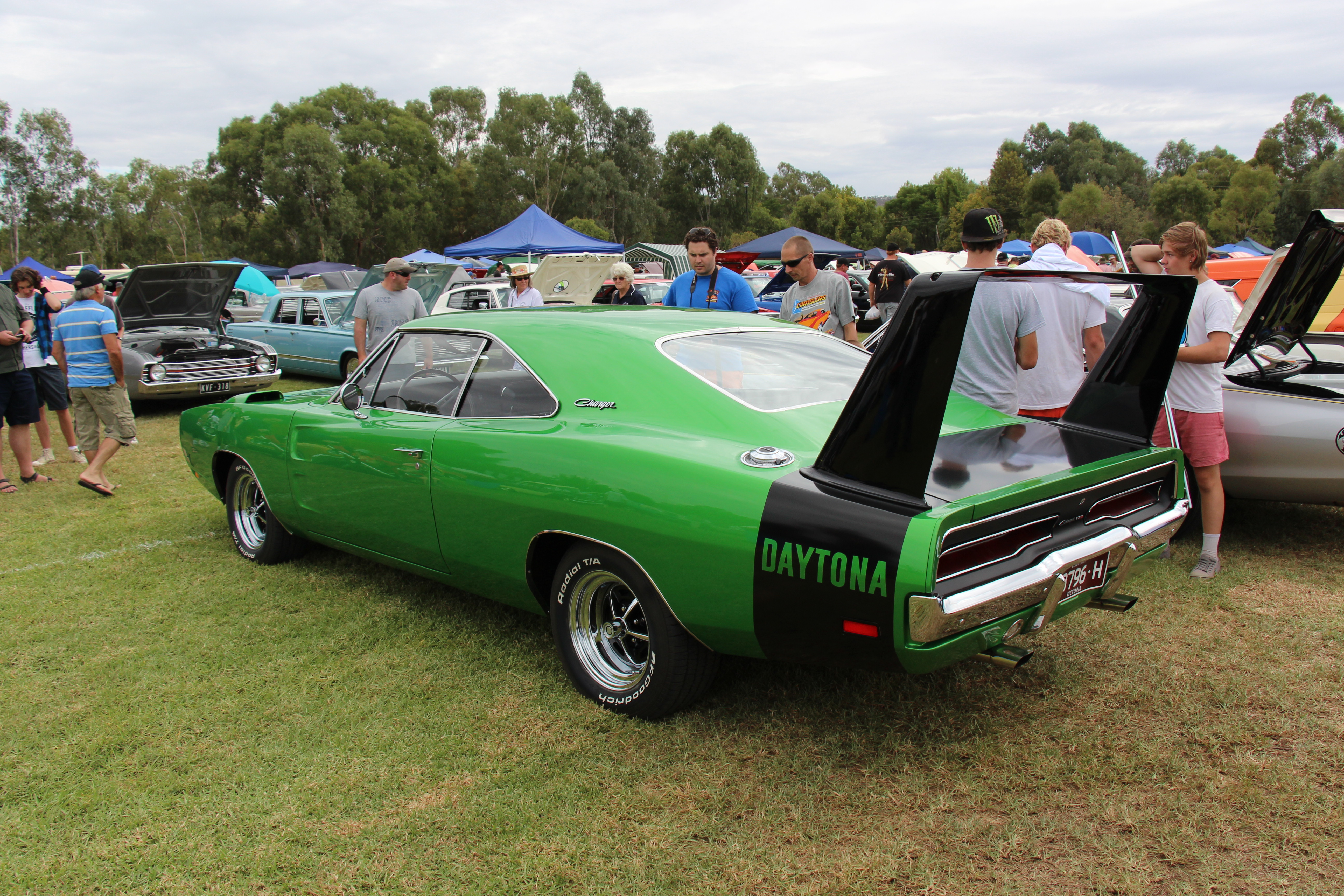
دوج چارجر دایتونا سبز مدل ۱۹۶۹

دوج چارجر دایتونا (به انگلیسی: Dodge Charger Daytona) خودرویی است که توسط شرکت داج تولید شده‌است. 
این خودرو در کلاس خودرو عضلانی قرار گرفته، طراحی آن خودروهای موتور جلو-محور عقب بوده‌است.